# Cornelia Essner
Cornelia Essner-Conte (geboren 1954 in Cuxhaven) ist eine deutsche Historikerin, die sich besonders mit der Zeit des Nationalsozialismus und der Kolonialära befasst.

## Leben und Wirken
Cornelia Essner wurde 1954 in Cuxhaven geboren. Sie erwarb das Abitur 1972 am humanistischen Mädchengymnasium in Bonn. An der Freien Universität Berlin studierte sie Geschichte, Geographie, Ethnologie und Altamerikanistik. Essner lebt in Berlin. Sie hat zwei Töchter und eine Enkelin.

### Forschungen zur Kolonialgeschichte
In den 1980er Jahren arbeitete Essner, ermöglicht durch die deutsche Graduiertenförderung, zu Deutschen Afrikareisenden im 19. Jahrhundert, wobei sie dem Abenteurermythos mit einer Kollektivbiografie begegnete. 1985 promovierte sie mit dieser Arbeit zum Dr. phil. an der Freien Universität Berlin bei Michael Erbe im Fachbereich Geschichtswissenschaft. Von 1984 bis 1988 war sie Wissenschaftliche Mitarbeiterin der Freien Universität Berlin am Fachbereich Politikwissenschaft, Abteilung Internationale Politik (Sektion Afrika). In ihrem 1986 veröffentlichten Aufsatz zum Berliner Völkerkundemuseum in der Kolonialära problematisierte sie die koloniale Sammlungsgeschichte dieses Museums. In ihrem Aufsatz „Wo Rauch ist, da ist auch Feuer“ von 1992 setzte sie sich mit kolonialem Rassenrecht und insbesondere dem Verbot von Rassenmischehen auseinander. 1988 bis 1989 forschte Essner – unterstützt von der Deutschen Forschungsgemeinschaft – in Kairo zum Thema Cholera der Mekkapilger und internationale Sanitätspolitik in Ägypten.

### Forschungen zur NS-Zeit
Ab 1990 bis 2002 lebte Essner in Berlin und Paris. Neben der Lehr- und Vortragstätigkeit dort arbeitete sie zusammen mit dem Ethnologen Edouard Conte an dem 1995 publizierten Buch La Quête de la race. Une anthropologie du nazisme. Von 1996 bis 1999 war sie Wissenschaftliche Mitarbeiterin am Institut für Geschichtswissenschaft der Technischen Universität Berlin im Rahmen des DFG-Projektes das System der Nürnberger Gesetze 1933–1945 (Leitung Reinhard Rürup). Im Jahr 2000 habilitierte sie sich mit dieser Arbeit, die den NS-Judenbegriff ins Zentrum rückte, am Geschichtsinstitut der Technischen Universität Berlin (für Neuere Geschichte) und publizierte 2002 die Habilitationsschrift unter dem Titel Die Nürnberger Gesetze oder die Verwaltung des Rassenwahns (1933–1945).

## Publikationen

### Monographien
- Deutsche Afrikareisende im 19. Jahrhundert. Zur Sozialgeschichte des Reisens. Steiner, Stuttgart 1985 (Beiträge zur Kolonial- und Überseegeschichte, Bd. 32) (Digitalisat)[4]
- La Quête de la race. Une anthropologie du nazisme. Paris 1995 (zsm. mit Edouard Conte; 1998 portugiesische Ausgabe, 2000 italienische Ausgabe).
- Die »Nürnberger Gesetze« oder Die Verwaltung des Rassenwahns 1933–1945. Ferdinand Schöningh, Paderborn/München/Wien/Zürich 2002, ISBN 3-506-72260-3 (zugl. Berlin, Techn. Univ., Habil.-Schr., 2000; Digitalisat).
- Antisemitische Bruchstücke. Zehn Geschichten aus dem Dritten Reich. Hans Schiler, Berlin 2014, ISBN 978-3-89930-375-9.
- Schädel, Steine und Studenten. Der vielschichtige Anthropologe Felix von Luschan (1854–1924). Vergangenheitsverlag, Berlin 2023, ISBN 978-3-86408-302-0.
- Zwischen allen Stühlen. Eine Frau in der Geschichtswissenschaft blickt zurück. Vergangenheitsverlag Berlin. 2024. ISBN 978-3-86408-339-6.
- Von Windhuk nach Nürnberg? Kolonialismus – Rassismus – Antisemitismus. Vergangenheitsverlag Berlin 2025. ISBN 978-3-86408-340-2.

### Aufsätze (Auswahl)
- Anmerkungen zum Verhältnis von Ethnologie und Kolonialismus in Deutschland. Berlins Völkerkunde-Museum in der Kolonialära. In: Berlin in Geschichte und Gegenwart. Jahrbuch des Landesarchivs. Berlin 1986, S. 65–94.
- Cholera der Mekkapilger und internationale Sanitätspolitik in Ägypten (1866–1938). In: Die Welt des Islams, Bd. 32 (1992), S. 41–82.
- „Wo Rauch ist, da ist auch Feuer“. Zu den Ansätzen eines Rassenrechts für die deutschen Kolonien. In: Wilfried Wagner u. a. (Hg.): Rassendiskriminierung, Kolonialpolitik und ethnisch-nationale Identität. LIT Verlag, Münster/Hamburg 1992, ISBN 3-89473-117-6, S. 145–161.
- Im „Irrgarten der Rassenlogik“. Nordische Bewegung und nationale Frage (1919–1935). In: Historische Mitteilungen, Bd. 7, S. 81–101.
- Qui sera «juif» ? La classification «raciale» nazie des «lois de Nuremberg» à la «conférence de Wannsee». In: Genèses. Sciences sociales et histoire, Bd. 21, 1995, S. 4–28 (Zusammenfassung (französisch, englisch)).
- „Fernehe“, „Leichentrauung“ und „Totenscheidung“. Metamorphosen des Eherechts im Dritten Reich. In: Vierteljahrshefte für Zeitgeschichte, Jg. 44 (1996), S. 201–227 (mit Édouard Conte).
- La ‘Volksgemeinschaft’ e l’esclusione dei ‘diversi’. In: M. Cattaruzza u. a. (Hrsg.): Storia della Shoah. La crisi dell’Europa lo sterminio degli ebrei e la memoria del XX seculo, Band 1. Turin 2002, S. 699–740.
- Nazi anti-Semitism and the Question of “Jewish Blood”. In: D. W. Sabean u. a. (Hrsg.): Kinship and Blood in European Society and Culture. Oxford 2013, S. 227–243.
- Von Windhuk nach Nürnberg? Zur Frage der kolonialen Kontinuität. In: M. Brechtken u. a. (Hrsg.): Die Nürnberger Gesetze – 80 Jahre danach. Göttingen 2017, S. 25–36.